# Avitta habrarcha
Avitta habrarcha là một loài bướm đêm trong họ Noctuidae.